# Nemoria dentilinea
Nemoria dentilinea är en fjärilsart som beskrevs av W. Warren 1897. Nemoria dentilinea ingår i släktet Nemoria och familjen mätare. Inga underarter finns listade i Catalogue of Life.